# Ernst Aderlund
Ernst Aderlund, född den 24 augusti 1893 i Naums församling, Skaraborgs län, död den 19 augusti 1956 i Vänersborg, var en svensk jurist.
Aderlund var avdelningschef i Industrikommissionen som student 1917–1919. Han avlade juris kandidatexamen vid Stockholms högskola 1921, genomförde tingstjänstgöring 1921–1924 och var tillförordnad domhavande 1925–1926. Aderlund blev tillförordnad fiskal i Svea hovrätt 1927, extra ordinarie assessor där 1929 och advokatfiskal 1935. Han var tillförordnad byråchef hos Militieombudsmannen 1934–1935 samt häradshövding i Härjedalens domsaga 1938–1949 och i Nordals, Sundals och Valbo domsaga från 1949 till sin död. Aderlund blev riddare av Nordstjärneorden 1942. Han vilar på Kapellkyrkogården i Vänersborg.